# Сквер імені Олега Бабаєва
Сквер ім. Олега Бабаєва — сквер у центральній частині Кременчука. До серпня 2014 року носив ім'я Жовтневого перевороту. Рішенням сесії міської ради перейменований на честь убитого міського голови Олега Бабаєва.

## Розташування
Сквер розташований у центрі міста. На північному заході обмежений вул. Ігоря Сердюка, на південному сході — вул. Соборною, на північному сході — вул. Небесної Сотні та на південному заході вул. 29 Вересня.
На території скверу розташована алея Героїв Радянського Союзу, пам'ятники Вернадському та воїну-визволителю.

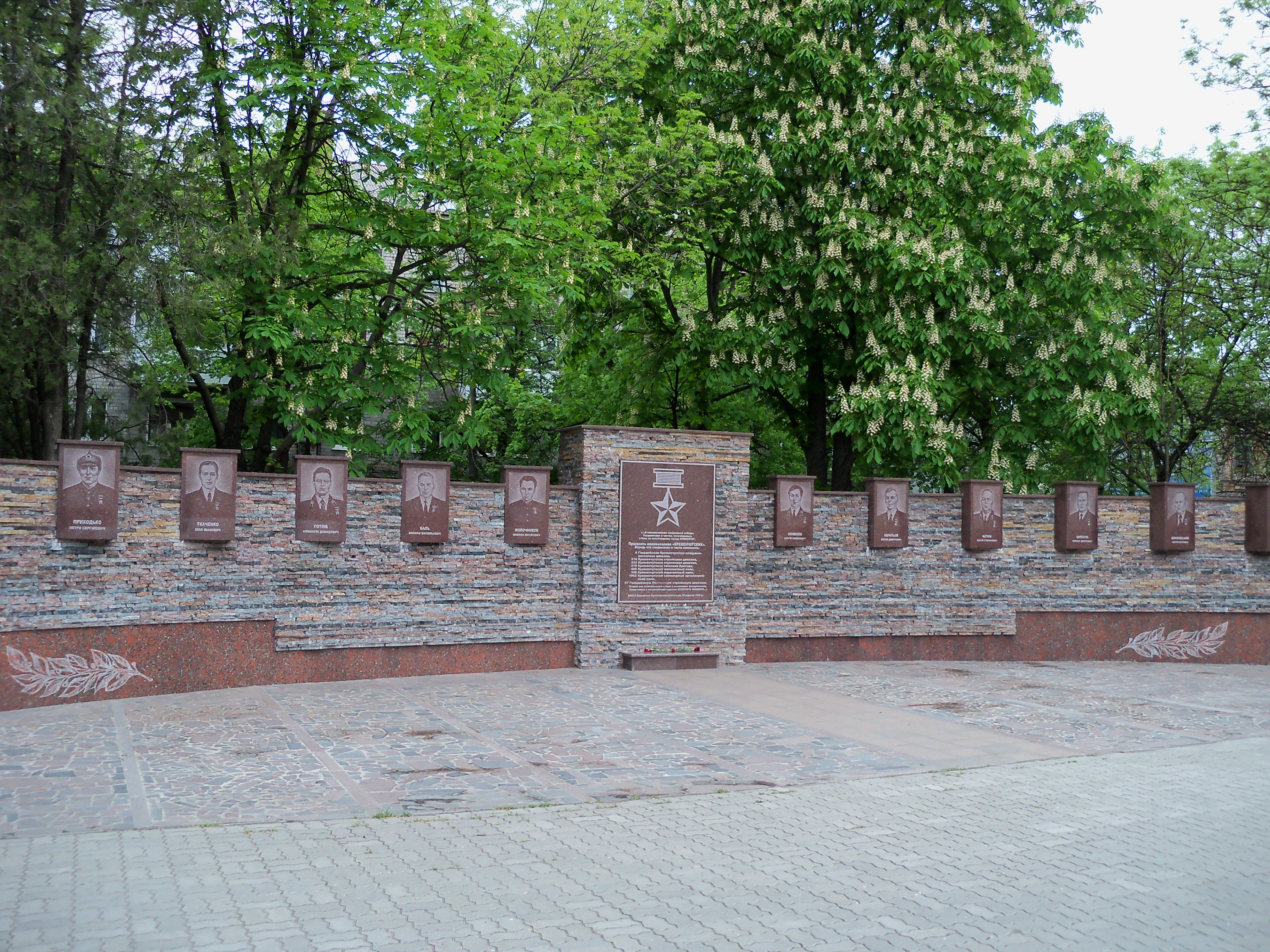
Пам'ятна алея Героям Радянського Союзу
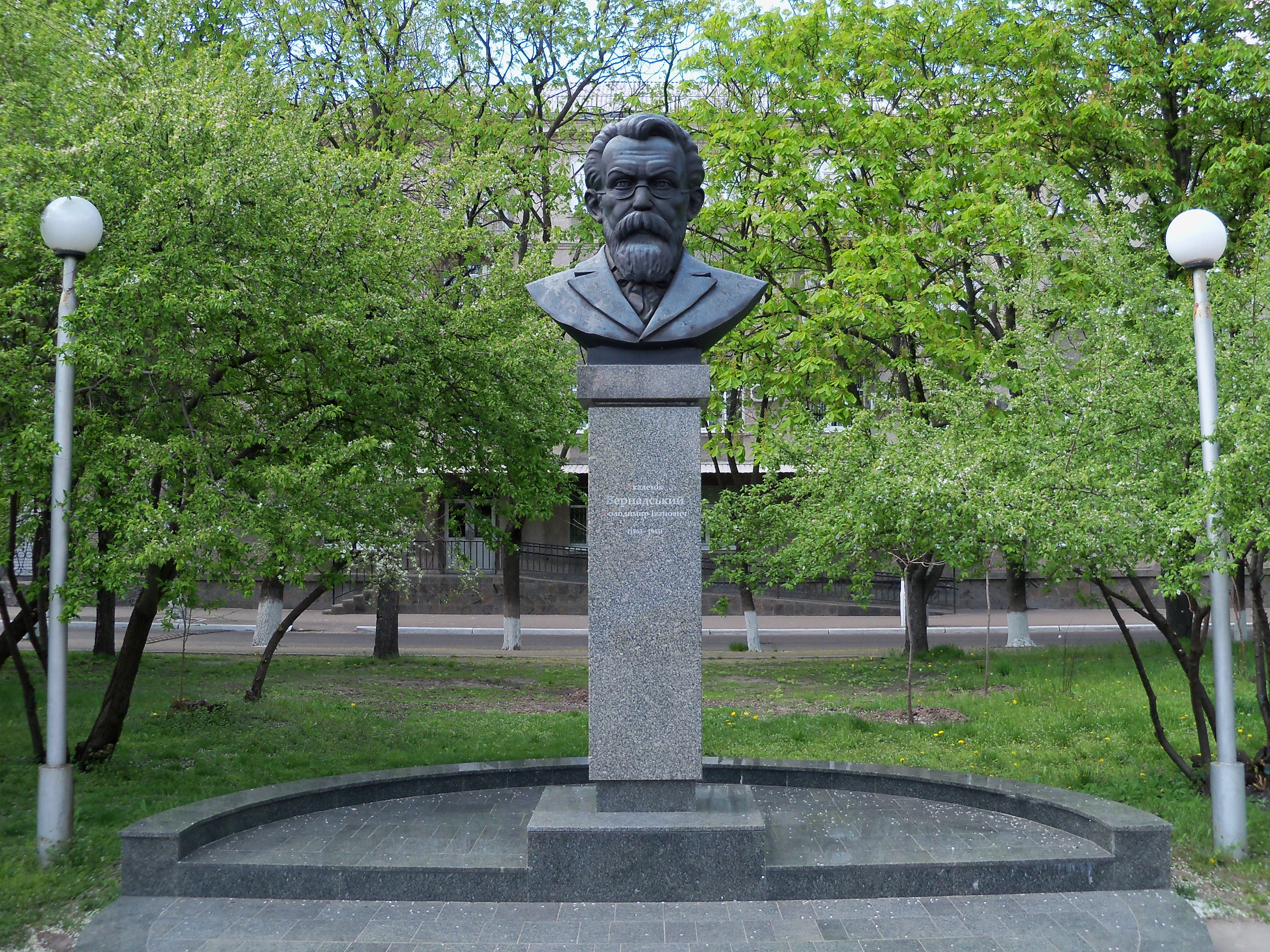
Пам'ятник Вернадському
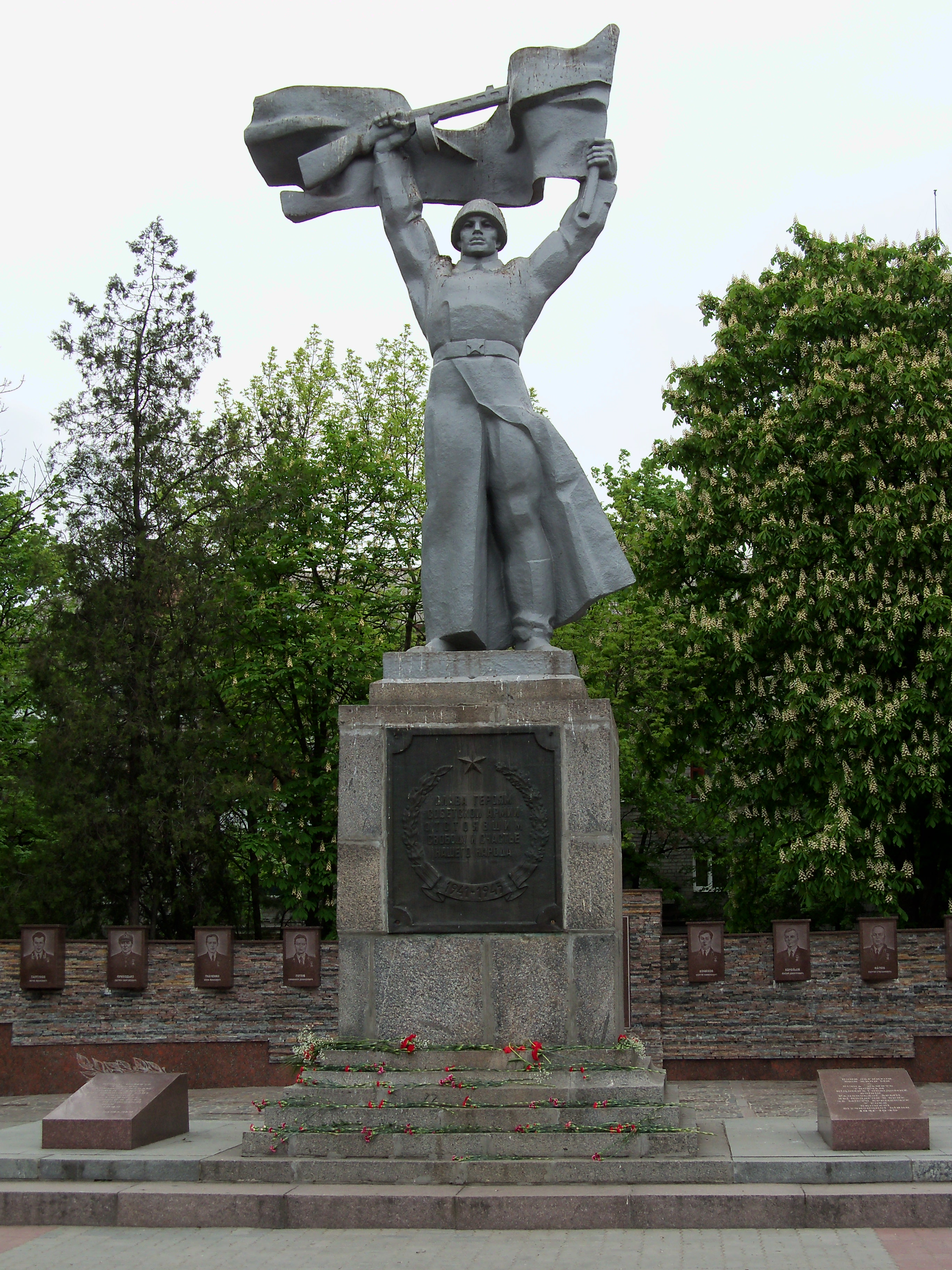
Пам'ятник воїну-визволителю

## Історія
Сквер розплановано після війни замість зруйнованих старих будинків, між сучасними вул. Соборною та Ігоря Сердюка. Спочатку його планували продовжити аж до площі Перемоги. Головний вхід містився навпроти сучасної будівлі клубу «Зебра». На арках були прикріплені дошки пошани з фотографіями передовиків праці.

На передньому плані сквер і центральний вихід на вулицю Соборну
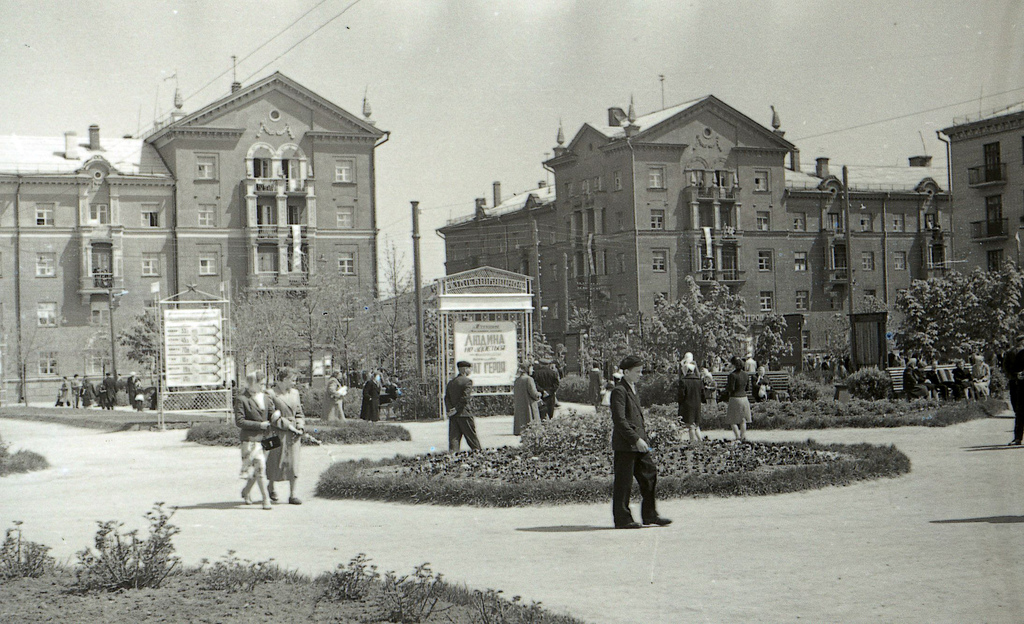
Жовтневий сквер, 1960-ті

## Сучасність
Після 2000 року в сквері декілька разів проводилась реконструкція: у 2008—2009 роках було закладено нову бруківку, встановлено інформаційний майданчик .
Після капітального ремонту 2008 року було виявлено, що певні кошти зникли, у документах було зазначено, що роботи виконались набагато раніше, ніж це було насправді .
У 2010 році новообраний міський голова Олег Бабаєв узяв під особистий контроль питання реконструкції скверу.
Відтоді почалися роботи з відновлення сторічного фонтану.  Його зробили музичним і з підсвічуванням на три кольори та три струмені води в центрі; ще по п'ять менших струменів б'ють з боків.
Замість тротуарної бруківки було викладено гранітну, а також встановлено парапети, щоб дощі не розмивали ґрунт.
У 2013 році роботи у сквері продовжились. Вартість робіт становила 4 млн гривень.